# Séligné
Séligné est une commune française située dans le département des Deux-Sèvres en région Nouvelle-Aquitaine.
Elle possède un patrimoine naturel remarquable : un sites Natura 2000  et deux  zones naturelles d'intérêt écologique, faunistique et floristique.

## Géographie

### Localisation
La commune fait partie de la zone d'emploi de Niort et du bassin de vie de Melle.

### Communes limitrophes
Les communes limitrophes sont  Brieuil-sur-Chizé, Brioux-sur-Boutonne, Secondigné-sur-Belle, Vernoux-sur-Boutonne et Villefollet.

### Géologie et relief
La superficie de la commune est de 9,83 km2 ; son altitude varie de 41  à   60 mètres.

### Hydrographie

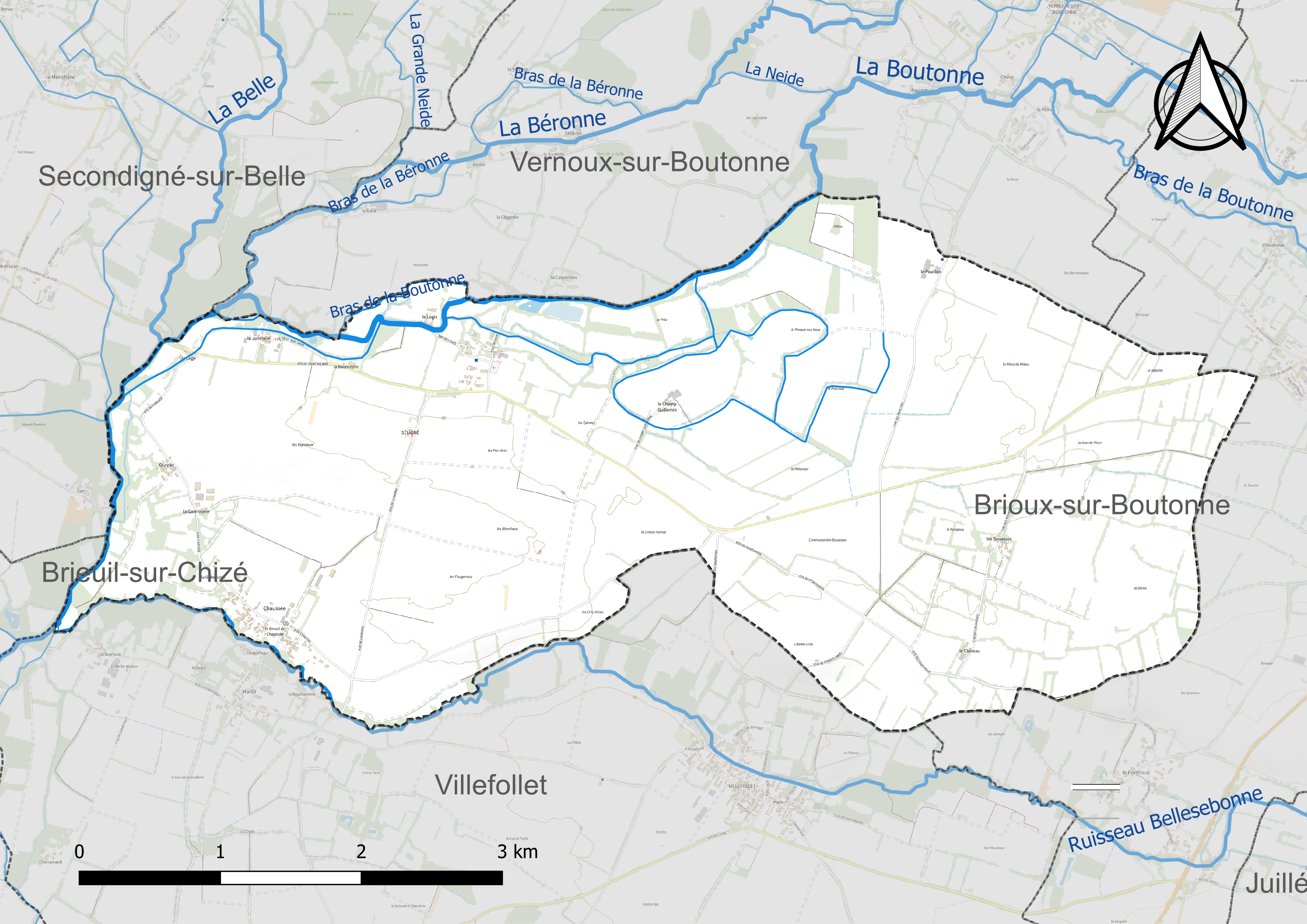
Carte hydrographique de la commune

La commune est limitée au nord-ouest par la Boutonne et au sud-ouest par le ruisseau de Belsebonne. Ils confluent  à l'angle sud-ouest du territoire communal.
La Boutonne est le plus long affluent  rive droite de la Charente et l'un de ses principaux émissaires autant pour le débit que pour son apport hydrologique.

### Climat
Pour des articles plus généraux, voir Climat de la Nouvelle-Aquitaine et Climat des Deux-Sèvres.
Historiquement, la commune est exposée à un climat océanique du nord-ouest.  
En 2020, Météo-France publie une typologie des climats de la France métropolitaine dans laquelle la commune est exposée à un climat océanique et est dans la région climatique Poitou-Charentes, caractérisée par un bon ensoleillement, particulièrement en été et des vents modérés.
Pour la période 1971-2000, la température annuelle moyenne est de 12,4 °C, avec une amplitude thermique annuelle de 14,9 °C. Le cumul annuel moyen de précipitations est de 821 mm, avec 12 jours de précipitations en janvier et 7 jours en juillet. Pour la période 1991-2020, la température moyenne annuelle observée sur la station météorologique la plus proche, située sur la commune de Celles-sur-Belle à 14 km à vol d'oiseau, est de 12,7 °C et le cumul annuel moyen de précipitations est de 901,7 mm,. Pour l'avenir, les paramètres climatiques de la commune estimés pour 2050 selon différents scénarios d’émission de gaz à effet de serre sont consultables sur un site dédié publié par Météo-France en novembre 2022.

### Milieux naturels et biodiversité

#### Réseau Natura 2000
Le réseau Natura 2000 est un réseau écologique européen de sites naturels d'intérêt écologique élaboré à partir des directives habitats et oiseaux, constitué de zones spéciales de conservation (ZSC) et de zones de protection spéciale (ZPS).
Le site Natura 2000 de la Vallée de la Boutonne a été défini notamment sur la commune au titre de la directive habitats, qui constitue un « Ensemble remarquable par la présence de tout un cortège d'espèces menacées inféodées aux écosystèmes aquatiques de bonne qualité, dont les populations sont en déclin généralisé dans toute l'Europe de l'ouest et dont la conservation est considérée comme d'intérêt communautaire  : mammifères (Loutre d'Europe, plusieurs espèces de chauves-souris), invertébrés tels que la Rosalie des Alpes ou le Cuivré des marais, poissons (Lamproie de Planer, chabot), amphibiens, etc ».

#### Zones naturelles d'intérêt écologique, faunistique et floristique
L’inventaire des zones naturelles d'intérêt écologique, faunistique et floristique (ZNIEFF) a pour objectif de réaliser une couverture des zones les plus intéressantes sur le plan écologique, essentiellement dans la perspective d’améliorer la connaissance du patrimoine naturel national et de fournir aux différents décideurs un outil d’aide à la prise en compte de l’environnement dans l’aménagement du territoire.
Une ZNIEFF de type 1 est recensée sur la commune, celles des Prairies humides des Bouasses, ainsi qu'une ZNIEFF de type 2, celle de la Haute-vallée de la Boutonne.

Les ZNIEFF de la commune.
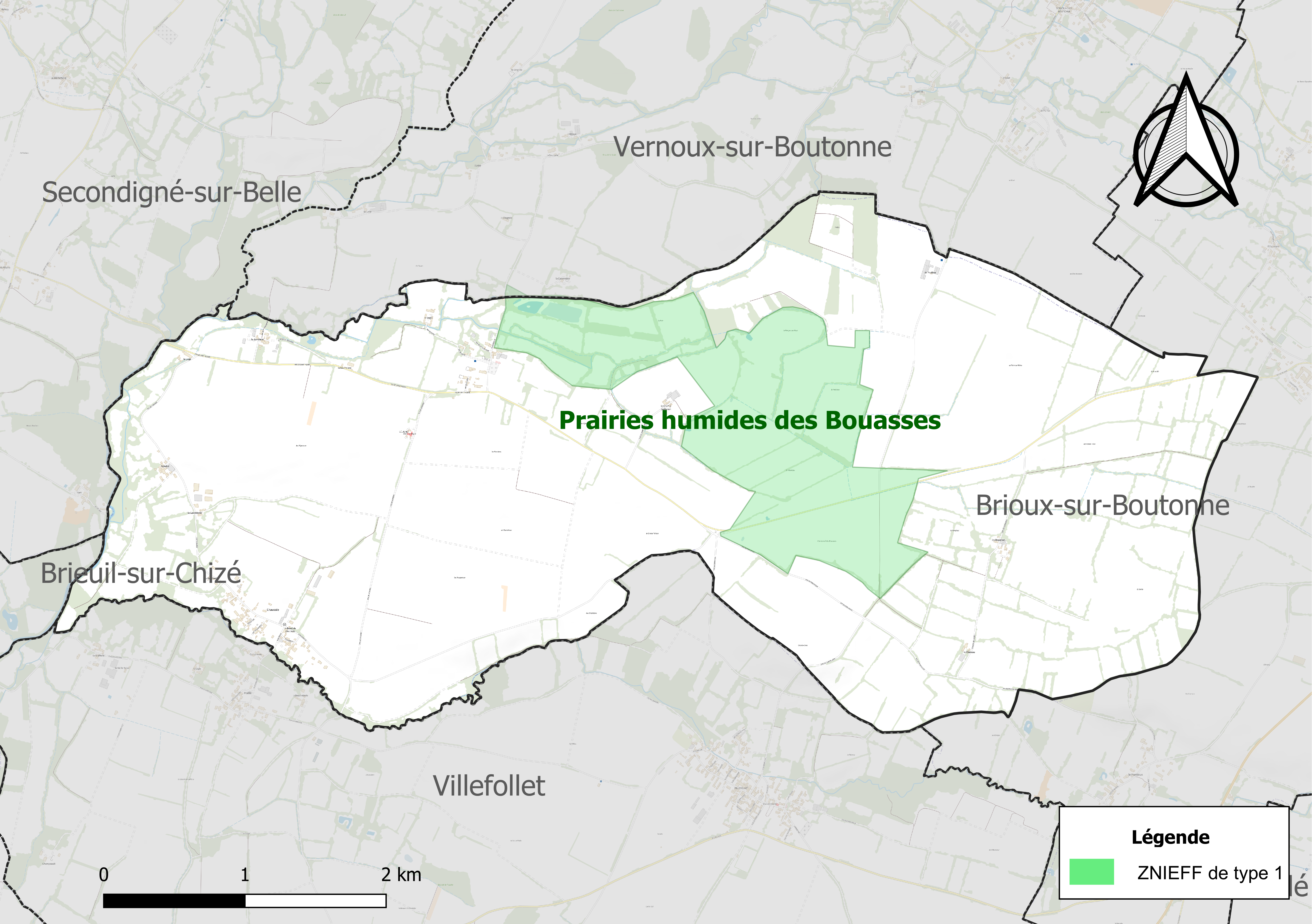
ZNIEFF de type 1
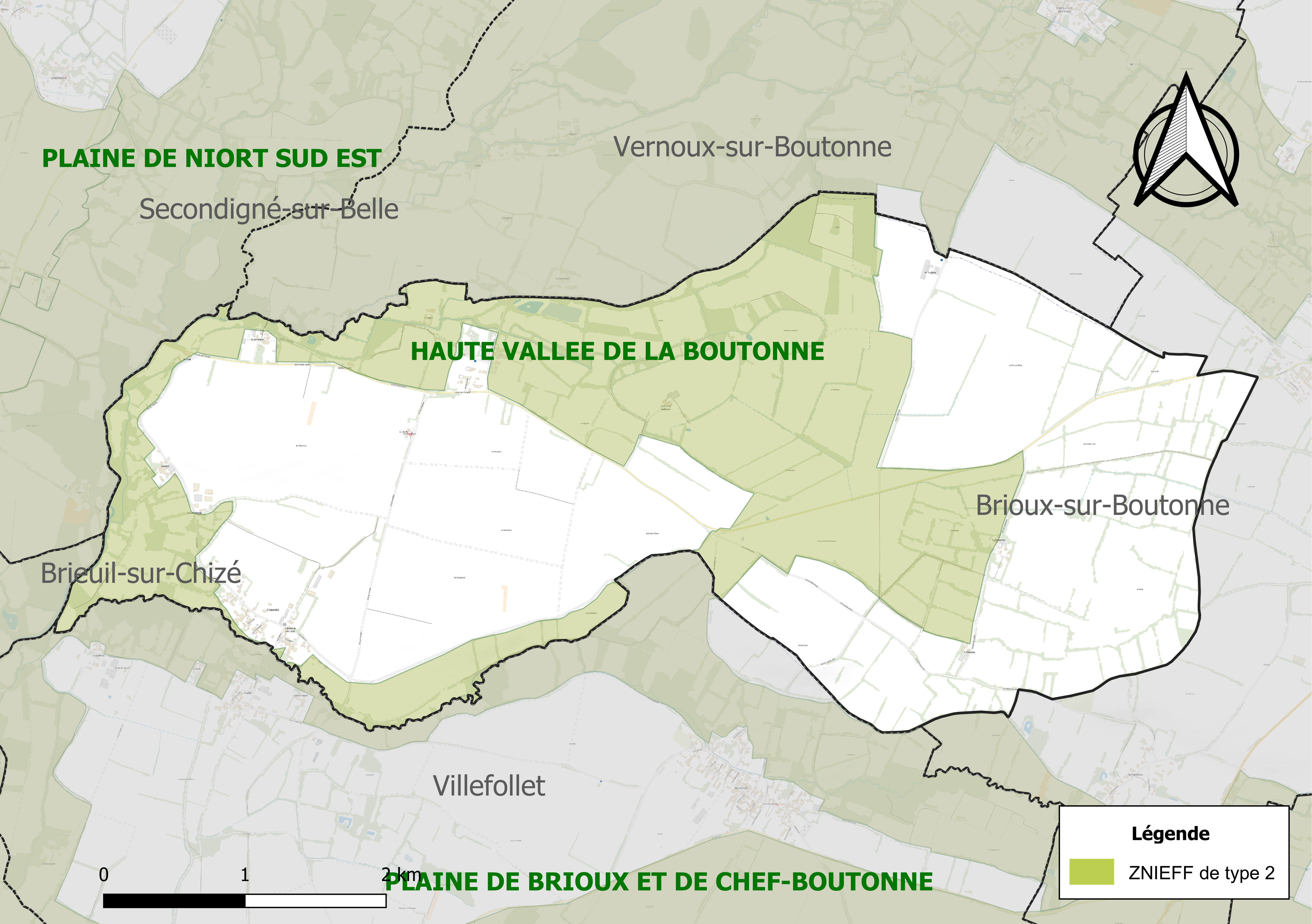
ZNIEFF de type 2

## Urbanisme

### Typologie
Au 1er janvier 2024, Séligné est catégorisée commune rurale à habitat très dispersé, selon la nouvelle grille communale de densité à sept niveaux définie par l'Insee en 2022.
Elle est située hors unité urbaine et hors attraction des villes,.

### Occupation des sols

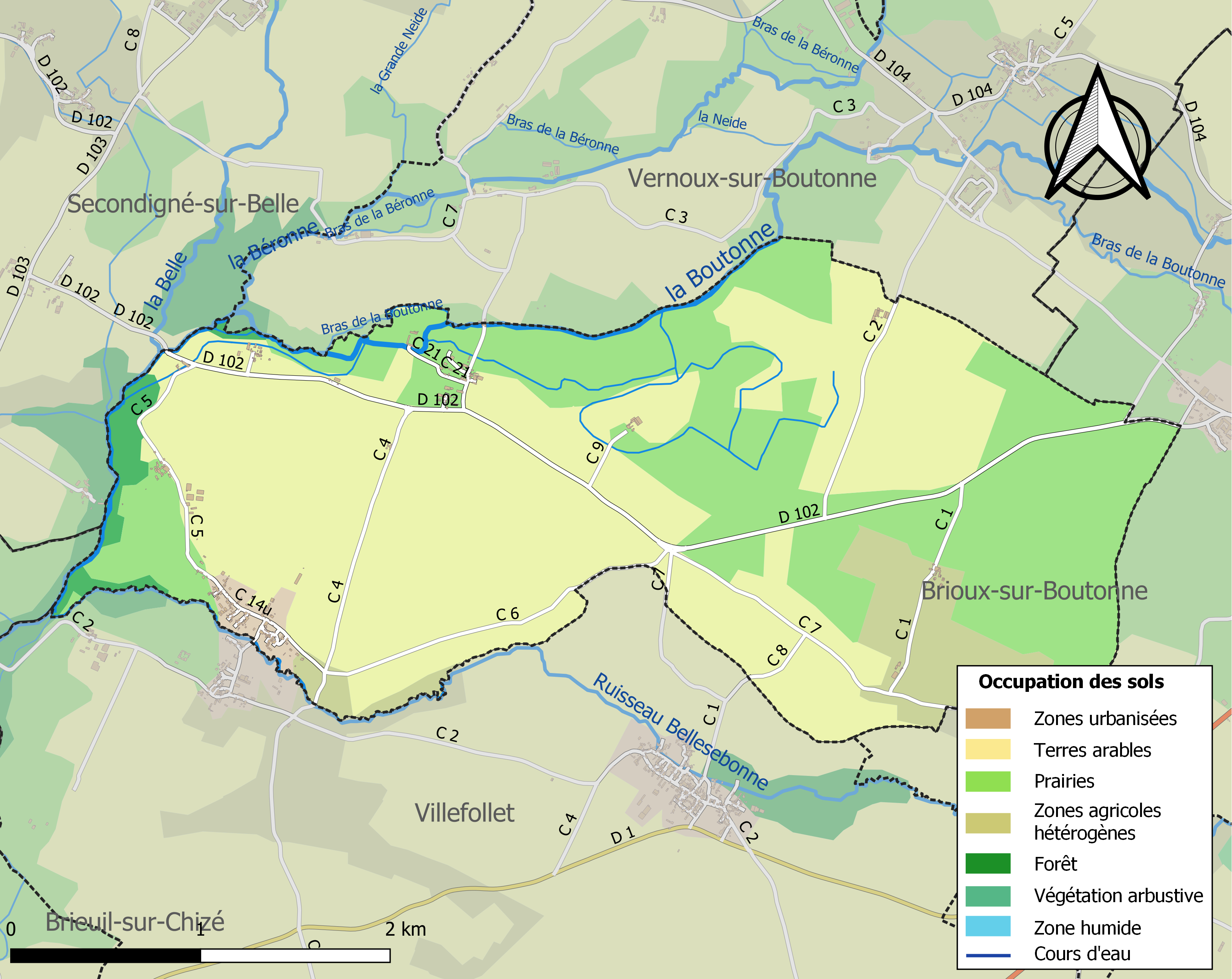
Carte des infrastructures et de l'occupation des sols de la commune en 2018 (CLC).

L'occupation des sols de la commune, telle qu'elle ressort de la base de données européenne d’occupation biophysique des sols Corine Land Cover (CLC), est marquée par l'importance des territoires agricoles (96,7 % en 2018), une proportion identique à celle de 1990 (96,7 %). La répartition détaillée en 2018 est la suivante : 
terres arables (53,7 %), prairies (36,7 %), zones agricoles hétérogènes (6,2 %), forêts (2,1 %), zones urbanisées (1,3 %). L'évolution de l’occupation des sols de la commune et de ses infrastructures peut être observée sur les différentes représentations cartographiques du territoire : la carte de Cassini (XVIIIe siècle), la carte d'état-major (1820-1866) et les cartes ou photos aériennes de l'IGN pour la période actuelle (1950 à aujourd'hui).

### Habitat et logement
En 2020, le nombre total de logements dans la commune était de 75, alors qu'il était de 69 en 2015 et de 64 en 2010.
Parmi ces logements, 70,6 % étaient des résidences principales, 8 % des résidences secondaires et 21,4 % des logements vacants. Ces logements étaient  tous des maisons individuelles.
Le tableau ci-dessous présente la typologie des logements à Séligné en 2020 en comparaison avec celle des Deux-Sèvres et de la France entière. Une caractéristique marquante du parc de logements est ainsi une proportion de résidences secondaires et logements occasionnels (8 %) supérieure à celle du département (4,7 %) mais inférieure à celle de la France entière (9,7 %).
| Typologie                                               | Séligné | Deux-Sèvres | France entière |
| ------------------------------------------------------- | ------- | ----------- | -------------- |
| Résidences principales (en %)                           | 70,6    | 86,1        | 82,1           |
| Résidences secondaires et logements occasionnels (en %) | 8       | 4,7         | 9,7            |
| Logements vacants (en %)                                | 21,4    | 9,2         | 8,2            |

### Risques naturels et technologiques
Le territoire de la commune de Séligné est vulnérable à différents aléas naturels : météorologiques (tempête, orage, neige, grand froid, canicule ou sécheresse), inondations, mouvements de terrains et séisme (sismicité modérée). Il est également exposé à un risque technologique,  le transport de matières dangereuses. Un site publié par le BRGM permet d'évaluer simplement et rapidement les risques d'un bien localisé soit par son adresse soit par le numéro de sa parcelle.

#### Risques naturels
Certaines parties du territoire communal sont susceptibles d’être affectées par le risque d’inondation par débordement de cours d'eau, notamment la Boutonne et le Ruisseau Bellesebonne. La commune a été reconnue en état de catastrophe naturelle au titre des dommages causés par les inondations et coulées de boue survenues en 1982, 1993, 1995, 1999 et 2010,.

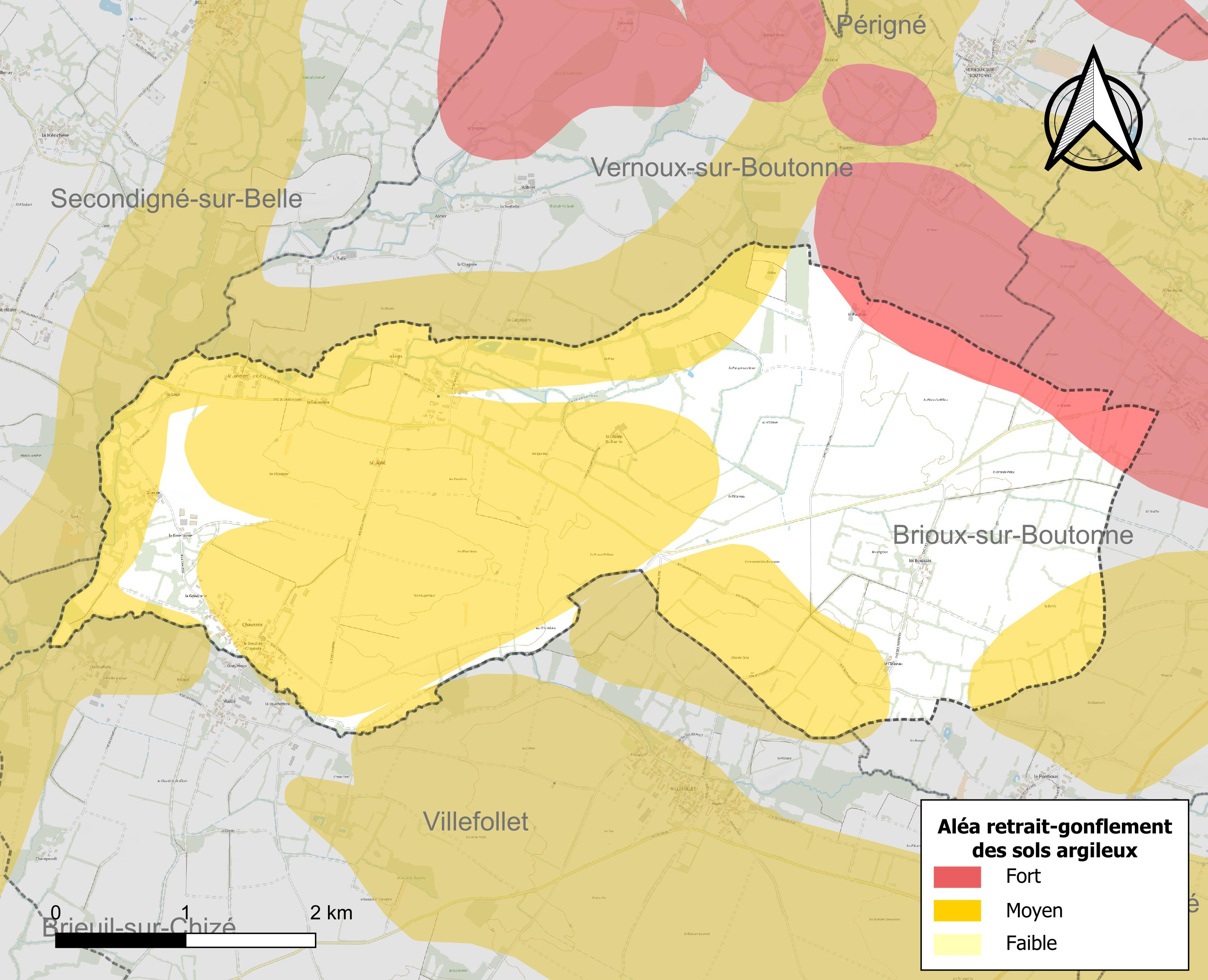
Carte des zones d'aléa retrait-gonflement des sols argileux de Séligné.

Les mouvements de terrains susceptibles de se produire sur la commune sont des tassements différentiels. Le retrait-gonflement des sols argileux est susceptible d'engendrer des dommages importants aux bâtiments en cas d’alternance de périodes de sécheresse et de pluie. 62,8 % de la superficie communale est en aléa moyen ou fort (54,9 % au niveau départemental et 48,5 % au niveau national). Depuis le 1er octobre 2020, en application de la loi ELAN, différentes contraintes s'imposent aux vendeurs, maîtres d'ouvrages ou constructeurs de biens situés dans une zone classée en aléa moyen ou fort,.
La commune a été reconnue en état de catastrophe naturelle au titre des dommages causés par des mouvements de terrain en 1999 et 2010.

## Politique et administration

### Rattachements administratifs et électoraux

#### Rattachements administratifs
La commune se trouve depuis 1926 dans l'arrondissement de Niort du département des Deux-Sèvres
Elle faisait partie depuis 1793 du canton de Brioux-sur-Boutonne. Dans le cadre du redécoupage cantonal de 2014 en France, cette circonscription administrative territoriale a disparu, et le canton n'est plus qu'une circonscription électorale.

#### Rattachements électoraux
Pour les élections départementales, la commune fait partie depuis 2014 du canton de Mignon-et-Boutonne
Pour l'élection des députés, elle fait partie de la deuxième circonscription des Deux-Sèvres.

### Intercommunalité
Séligné était membre de la petite communauté de communes du Val de Boutonne, un établissement public de coopération intercommunale (EPCI) à fiscalité propre créé fin 1994 et auquel la commune avait transféré un certain nombre de ses compétences, dans les conditions déterminées par le code général des collectivités territoriales.
Dans le cadre des dispositions de la loi portant nouvelle organisation territoriale de la République du 7 août 2015, qui prévoit que les établissements publics de coopération intercommunale (EPCI) à fiscalité propre doivent avoir un minimum de 15 000 habitants, cette intercommunalité a fusionné avec ses voisines pour former, le 1er janvier 2017, la communauté de communes Mellois en Poitou, dont est désormais membre la commune

### Liste des maires
| Période                                  | Période                        | Identité             | Étiquette | Qualité                                                        |
| ---------------------------------------- | ------------------------------ | -------------------- | --------- | -------------------------------------------------------------- |
| Les données manquantes sont à compléter. |                                |                      |           |                                                                |
|                                          |                                |                      |           |                                                                |
| 1878                                     | 1912                           | Charles Roy          |           |                                                                |
|                                          |                                |                      |           |                                                                |
| mars 2001                                | 2014                           | Jocelyne Bernardin   |           |                                                                |
| 2014                                     | février 2023                   | Jacques Dupin        |           | Ancien artisan, commerçant ou chef d'entreprise Démissionnaire |
| mai 2023 2023                            | En cours (au 30 novembre 2023) | Monique Archaimbault |           | Profession intermédiaire de la santé et du travail social      |

## Population et société

### Démographie
L'évolution du nombre d'habitants est connue à travers les recensements de la population effectués dans la commune depuis 1793. Pour les communes de moins de 10 000 habitants, une enquête de recensement portant sur toute la population est réalisée tous les cinq ans, les populations de référence des années intermédiaires étant quant à elles estimées par interpolation ou extrapolation. Pour la commune, le premier recensement exhaustif entrant dans le cadre du nouveau dispositif a été réalisé en 2007.

En 2022, la commune comptait 112 habitants, en évolution de −2,61 % par rapport à 2016 (Deux-Sèvres : +0,18 %, France hors Mayotte : +2,11 %).
| 1793 | 1800 | 1806 | 1821 | 1831 | 1836 | 1841 | 1846 | 1851 |
| ---- | ---- | ---- | ---- | ---- | ---- | ---- | ---- | ---- |
| 263  | 292  | 292  | 387  | 338  | 362  | 354  | 346  | 354  |

| 1856 | 1861 | 1866 | 1872 | 1876 | 1881 | 1886 | 1891 | 1896 |
| ---- | ---- | ---- | ---- | ---- | ---- | ---- | ---- | ---- |
| 350  | 355  | 348  | 338  | 301  | 281  | 327  | 304  | 270  |

| 1901 | 1906 | 1911 | 1921 | 1926 | 1931 | 1936 | 1946 | 1954 |
| ---- | ---- | ---- | ---- | ---- | ---- | ---- | ---- | ---- |
| 257  | 247  | 237  | 230  | 237  | 214  | 216  | 204  | 206  |

| 1962 | 1968 | 1975 | 1982 | 1990 | 1999 | 2006 | 2007 | 2012 |
| ---- | ---- | ---- | ---- | ---- | ---- | ---- | ---- | ---- |
| 203  | 199  | 152  | 161  | 153  | 140  | 125  | 123  | 119  |

| 2017 | 2022 | - | - | - | - | - | - | - |
| ---- | ---- | - | - | - | - | - | - | - |
| 115  | 112  | - | - | - | - | - | - | - |

## Culture locale et patrimoine

### Lieux et monuments
- Église Notre-Dame de Séligné, dont la cloche de 1757 est  Classé MH (1943, cloche)[30].